# Ein kleiner Vorgeschmack
Ein kleiner Vorgeschmack е първи сингъл на немската NS black metal група Absurd, издаден през 2005 година от Nebelfee Klangwerke, с времетраене 9 минути и 7 секунди.

## Изпълнители
- Роналд Мьобус (Wolf) – вокал, бас[1][2]
- Свен Зимпер (Unhold) – вокал, китара, барабани[1][2]

## Песни
| №  | Име        | Време |
| -- | ---------- | ----- |
| 1. | Der Henker | 3:56  |
| 2. | Kriegertod | 5:11  |